# Lahesio Bonfim
Lahesio Rodrigues do Bonfim (Marcos Parente, 30 de julho de 1978), ou Dr. Lahesio, é um médico e político brasileiro com atuação no estado do Maranhão. Atualmente é filiado ao Partido Novo. Foi prefeito de São Pedro dos Crentes (MA), eleito em 2016 e reeleito em 2020. Deixou o cargo em 2022 para concorrer ao governo do Maranhão.

## Carreira política
Lahesio participou de uma eleição pela primeira vez em 2008, na qual foi candidato a prefeito de Marcos Parente (PI), sua cidade natal, pelo PDT, mas obteve apenas 588 votos e não foi eleito. Em 2011, filiou-se ao PSB e participou do pleito municipal de São Pedro dos Crentes (MA) em 2012, como candidato a vice-prefeito com Janete Arruda (PTB) como titular, mas a chapa não saiu vitoriosa.
Em 2016, concorreu à prefeitura de São Pedro dos Crentes, desta vez pelo PSDB. Obteve 55,37% dos votos válidos e foi eleito prefeito. Concorreu à reeleição em 2020, pelo PSL, após deixar o PSDB em 2019. Obteve uma expressiva votação (90,11% dos votos) e se reelegeu.
Lahesio renunciou ao cargo de prefeito de São Pedro dos Crentes em 1.º de abril de 2022 para se lançar candidato a governador do Maranhão, pelo PSC. Antes de entrar para o PSC, buscou diversos partidos para poder concorrer ao governo do estado, tendo inclusive se filiado ao PTB por alguns meses, e posteriormente ao AGIR. A candidatura de Lahesio Bonfim assumiu-se como de direita, e foi a principal escolha dos eleitores deste espectro político. Porém, não anunciou apoio abertamente ao ex-presidente Jair Bolsonaro, devido à preferência histórica do Maranhão por presidenciáveis petistas. O candidato a vice-governador na chapa foi o ex-vereador de São Luís (MA), Gutemberg Araújo, até então do PSC. Dr. Lahesio obteve 857.744 votos — 24,87% dos votos válidos —, ficando em segundo lugar na disputa. A votação superou a do senador maranhense Weverton Rocha (PDT), que era um dos candidatos favoritos. Apesar disso, foi derrotado por Carlos Brandão (PSB), que venceu ainda no primeiro turno com o apoio do ex-governador Flávio Dino e do presidente Lula.
Em 2023, Lahesio deixou o PSC e se filiou ao NOVO, em evento que contou com a presença do governador de Minas Gerais, Romeu Zema.

### Controvérsias
Durante sua trajetória política, Lahesio Bonfim esteve filiado a nove partidos diferentes. Para tentar viabilizar sua candidatura ao governo do Maranhão em 2022, trocou de sigla diversas vezes entre 2021 e 2022, passando pelo PTB, pelo AGIR, e, por fim, pelo PSC, no qual se oficializou candidato. Logo após o pleito, saiu do PSC e entrou para o NOVO.

## Desempenho em eleições
| Ano  | Eleição                            | Cargo         | Partido | Coligação                                            | Votos   | %      | Resultado  |
| ---- | ---------------------------------- | ------------- | ------- | ---------------------------------------------------- | ------- | ------ | ---------- |
| 2008 | Municipal de Marcos Parente        | Prefeito      | PDT     | PDT                                                  | 588     | 19,50% | Não Eleito |
| 2012 | Municipal de São Pedro dos Crentes | Vice-prefeito | PSB     | O Povo no Poder PTB, PMDB, PSB, PC do B, PT do B     | 1.587   | 49,52% | Não Eleito |
| 2016 | Municipal de São Pedro dos Crentes | Prefeito      | PSDB    | São Pedro não pode parar PSDB, PSD, PT, PSB, PC do B | 1.856   | 55,37% | Eleito     |
| 2020 | Municipal de São Pedro dos Crentes | Prefeito      | PSL     | O Progresso Continua PSL, PT                         | 3.136   | 90,11% | Eleito     |
| 2022 | Estaduais no Maranhão              | Governador    | PSC     | Coragem pra Mudar o Maranhão PSC, PMN                | 857.744 | 24,87% | Não Eleito |